# Victor IV (antipape, 1138)
Pour les articles homonymes, voir Victor IV et Victor.
Victor IV (Gregorio Conti) est un cardinal italien de la fin du XIe et du début du XIIe siècle, qui a été antipape du 25 janvier au 29 mai 1138.

## Biographie
Gregorio Conti est né à Ceccano, dans l'actuelle province de Frosinone, dans le Latium, alors dans les États pontificaux. En 1111, il avait fait partie des seize cardinaux qui avaient ratifié le traité arraché au pape Pascal II par l'empereur Henri V dans la Querelle des investitures.
Plus tard toutefois il expliqua qu'il avait agi sous la contrainte et critiqua sévèrement la façon dont le pape s'était conduit. Cela lui valut d'être privé de sa dignité de cardinal par Pascal (1112). En 1122 Calixte II, qui entre-temps avait succédé à Pascal, la lui rendit.
Quand en 1130 mourut le pape Honorius II, successeur de Calixte II, une confusion surgit au sujet de sa succession et Conti fut parmi les cardinaux qui jugèrent non valable l'élection d'Innocent II et qui soutinrent Anaclet II.
Anaclet mourut le 25 janvier 1138. Le même jour Conti fut élu comme son successeur avec le soutien de Roger II de Sicile et prit le nom de Victor IV. Innocent II disposait d'un soutien politique beaucoup plus grand et la position de Victor devint difficile. Après l'intervention de Bernard de Clairvaux, Victor démissionna le 29 mai 1138, quelques mois seulement après le début de son pontificat. La démission de Victor se fit en échange de la promesse d'Innocent que Victor et ses partisans conserveraient leurs fonctions (ce qui impliquait que Victor retrouverait son titre de cardinal). Toutefois Innocent ne respecta pas sa promesse. Au deuxième concile du Latran il priva Conti et ses partisans des fonctions qu'ils occupaient, malgré les critiques que lui adressa Bernard de Clairvaux.
Sur ce qu'il advint par la suite de Conti et sur sa mort, nous ne savons rien.